# San Francisco de Capomos
San Francisco de Capomos är en ort i Mexiko.   Den ligger i kommunen Guasave och delstaten Sinaloa, i den västra delen av landet, 1 200 km nordväst om huvudstaden Mexico City. San Francisco de Capomos ligger 34 meter över havet och antalet invånare är 239.
Terrängen runt San Francisco de Capomos är platt. Runt San Francisco de Capomos är det ganska tätbefolkat, med 100 invånare per kvadratkilometer. Närmaste större samhälle är Guasave, 19,7 km väster om San Francisco de Capomos. Trakten runt San Francisco de Capomos består till största delen av jordbruksmark.